# Dipolantenne
Indenfor radio og telekommunikation er en elektrisk dipolantenne, dipolantenne eller doublet den simpleste og mest bredt anvendte klasse af radioantenner.
Dipolantennen er en klasse af antenner, der producerer et et udstrålingsdiagram som omtrent svarer til en elementær elektrisk dipol med en radioudstrålende struktur med en linjeformet strøm sådan energifødet, at strømmen kun har et punkt i hver ende.
En dipolantenne består almindeligvis af to udformningsmæssigt identiske elektrisk ledende elementer såsom metaltråde, metalrør eller metalstave.
Den drivende strøm fødes fra radiosenderen - eller for modtagende antenner tages output-signalet fra mellem de to halvdele af antennen, som så formidles til radioforsatsen. Hver side af de to halvdele af antennen forbindes til transmissionslinjens ene ende - og den anden ende af transmissionslinjen forbindes til radiosenderen eller radiomodtagerens antenneindgang.
De fleste anvendte radioantenner indeholder en dipolantenne som fødeelement.[kilde mangler] Selvom dipolantenner kan anvendes alene, anvendes de også som drivende elementer i mere komplekse antennedesign såsom Yagi-Uda-antennen. Dipolantenner (eller design afledt af dem, inklusiv monopolantenner) anvendes til at føde retningsbestemte antenner såsom en hornantenne, parabolreflektor eller hjørnereflektor.

## Historie
Den tyske fysiker Heinrich Hertz var den første, der demonstrerede eksistensen af radiobølger i 1887 ved at anvende, hvad vi nu kalder en dipolantenne (med kapacitiv endebelastning). På den anden side fandt Guglielmo Marconi empirisk ud af at han kunne nøjes med at jorde radiosenderen (eller den ene side af en transmissionslinje, hvis anvendt) så man kun kunne nøjes med den ene halvdel af antennen - herved var vertikalen eller monopolantennen opfundet.
Til langdistance kommunikation anvendte Marconi højfrekvens og her blev der anvendt en monopolantenne. Når der skulle kommunikeres via højere frekvenser (især VHF til FM-radio og TV), var det en fordel med meget mindre antenner, som kunne sættes i toppen af antennetårne - og dette var en dipolantenne eller en af dens varianter.
I radioens barndom, blev monopolantennen derfor kaldet en Marconi-antenne - og en doublet (dipolantennen) blev opfattet som separate opfindelser. I dag opfattes monopolantennen som et specialtilfælde af dipolantennen[kilde mangler] og hvor monopolantennen har et virtuelt element "under jorden".

## Dipolantenne varianter

### Dipolantenner med forskellige længder
Den fundamentale resonans af en tynd linjeformet/rette elektrisk leder sker ved en frekvens vis frirums bølgelængde er dobbelt så lang som lederens længde, dvs når lederen er 1/2-bølgelængde lang. Dipolantenner bliver hyppigt anvendt omkring denne frekvens og kaldes så en halvbølge dipolantenne. En halvbølge dipolantenne har en fødeimpedans på ca. 73 ohm.
Tynde rette ledere med en længde l er faktisk resonante på ethvert heltalligt multiplum af en halv bølgelængde:
{\displaystyle l=n{\frac {\lambda }{2}}}
hvor λ = c/f er bølgelængden og n er et heltal.
For en center-fødet dipolantenne, er der dog forskelligt om n er et ulige tal eller et lige tal. Center-fødede dipolantenner med længder med et ulige antal af halv-bølgelængder, har en relativ lav resistans. Men center-fødede dipolantenner med længder med et lige antal af halv-bølgelængder, har en høj resistans.

### Foldet dipolantenne
En foldet dipolantenne er en halvbølge dipolantenne med en yderligere leder, som forbinder dens to ender. Hvis den yderligere leder har den samme diameter og tværsnit som dipolantennens, så vil to næsten identiske strålingsstrømme genereres. Det resulterende fjernfelt udstrålingsdiagram er næsten identisk med en enkelttråds halvbølge dipolantenne, men ved resonans er dens fødepunkts impedans {\displaystyle R_{fd}} ca. fire gange impedansen for en enkelttråds halvbølge dipolantenne dvs ca. 300 ohm.
Man kan tilføje en yderligere tredje parallel leder til øge fødeimpedansen til ca. 9 gange i forhold til en enkelttråds halvbølge dipolantenne.